# Lantos Ferenc
| Lantos Ferenc                             | Lantos Ferenc                             |
| Kattints az alábbi külső linkek egyikére! | Kattints az alábbi külső linkek egyikére! |
| ----------------------------------------- | ----------------------------------------- |
| Nem található szabad kép.(?)              |                                           |
| külső link · jogvédett                    | Lantos Ferenc. Virág Judit Galéria        |

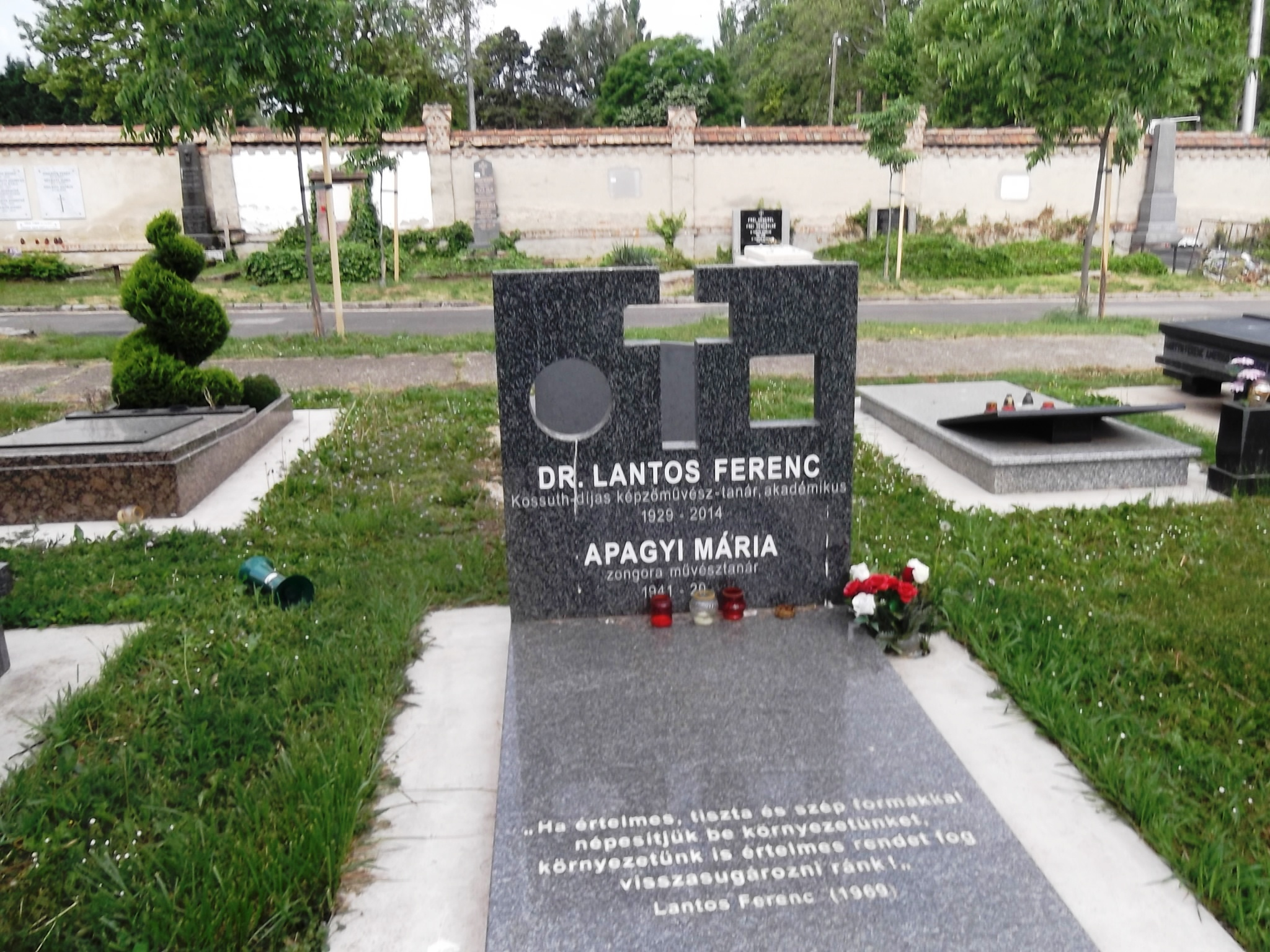
Sírja a Pécsi köztemetőben (N parcella, 3. sor, 16. sírhely)

Lantos Ferenc (Pécs, 1929. február 20. – Balatonberény, 2014. december 20.) Kossuth- és Munkácsy Mihály-díjas magyar festő, grafikus, művészpedagógus. 
1959-ben létrehozta a Pécsi Művészeti Szakközépiskola képzőművészeti tagozatát, 1968-ban a Pécsi Műhely nevű képzőművészeti csoportot, 1985-ben az Apáczai központ művészeti iskoláját, 1992-ben az Apáczai központ Martyn Ferenc művészeti Szabadiskoláját. 2000 óta a Magyar Művészeti Akadémia tagja. Félszáz egyéni és közel másfélszáz csoportos kiállításon vett részt itthon és külföldön.

## Életpályája
Szülei Lantos György és Lukits Georgina. 1947-ben a pécsi Széchenyi Gimnáziumban érettségizett. 1950–1952 között a Pécsi Pedagógiai Főiskolán rajztanári diplomát szerzett. 1964-ben diplomázott az Magyar Képzőművészeti Főiskola festő tanár szakán. Munkásságát Pécsett fejtette ki, mesterének Martyn Ferencet tekintette, akit 16 éves korában ismert meg. A Pécsi Tanárképző Főiskola, a pécsi Leővey Klára Gimnázium, a pécsi Művészeti Szakközépiskola tanára, a Pécsi Tervező Vállalat munkatársa, a Pollack Mihály Műszaki Főiskola tanára, 1985–1992 a pécsi Apáczai Központ művészeti iskolájának, majd 1992-től a Művészeti Szabadiskolájának művészeti vezetője. 1994-től a Janus Pannonius Tudományegyetem művészeti intézetében komplex művészeti szemináriumot vezetett, majd a Művészeti Karon volt a festészeti tanszék tudományos főmunkatársa és később osztályvezető óraadó tanár.
Lantos életműve Pécs és a dél-dunántúli kulturális művészeti központ autonómiáját erősítette. Festészeti munkássága az 1950-es években a „látványfestészetből” indult, hogy fellelve a tájképek, enteriőrök, emberi alakok vagy csendéletek szerkezetét és színkompozíciós lehetőségeit, az 1960-as évekre eljusson a mondriani értelemben vett absztrakcióig.
Rá is hatással voltak a nemzetközi geometrikus művészet variációs, kombinatorikai, permutációs, szisztematikus, szeriális stb. törekvései. Variációs rendszereinek alapsémája egy négyzetháló, melyben körívek és egyenesek átmetszései hoznak létre ismétlődő, színekkel kitöltött felületfelosztásokat. Ilyen struktúrák elforgatásai és egymásra vetítései 1980 körül „interferenciákat” hoztak létre. Munkáiban ugyanakkor az organikus formákban felismert matematikai törvényszerűségeket (pl. Fibonacci-sorozat, ill. aranymetszés) is hangsúlyozta. Fő médiuma az olaj- és akrilfestmény, de murális feladatokhoz alkalmazta az ipari zománcot is.
Az 1970-es évektől kezdve foglalkozott a sűrű, többnyire vízszintes párhuzamos vonalak optikai hatásával. E kísérletekből keletkeznek a Vibrációk (1982) míg a párhuzamosok sávokká és egymásra épülő faktúrarétegekké bővülése, bevallottan zenei struktúrákhoz vezet (Vonalnagyítások, 1979-1985; Szólamok, 1992; Hangzások, 1996). Majd a függőleges-vízszintes, derékszögű négyzetháló szerepe egyre jobban háttérbe szorul, különböző szögeket bezáró ferdék metszik át a felületet, a szabályos motívumok felaprózódnak, a geometria szubjektív, pasztózus, expresszív faktúrával keveredik. Az utolsó években Lantos felszabadult, színpompás „eklektikához” jutott el anélkül, hogy korábbi intellektualizmusát feladta volna.

## Kiállításai (válogatás)[6]

### Egyéni
- 1957 Pécs
- 1964 Janus Pannonius Múzeum, Pécs
- 1966 Józef Attila Kultúrház, Pécs
- 1967 Budapesti Műszaki Egyetem Bercsényi Kollégiuma
- 1970 Tudomány és Technika Háza, Pécs
- 1970 Tokaj
- 1972-1980  Természet- látás - alkotás  Debrecen, Tokaj, Veszprém, Szombathely, Miskolc, Tatabánya, Zalaegerszeg, Szeged
- 1976 A szerkezet költészete Városi kiállítóterem, Pécs
- 1976 Zománc térplasztikák Móra Ferenc Múzeum, Szeged
- 1977 Természet - látás - alkotás I-V.,  Magyar Nemzeti Galéria, Budapest, Józsefvárosi Kiállítóterem, Budapest
- 1977 A szerkezet költészete, Művelődési Központ, Nagykanizsa
- 1978 Jósa András Múzeum, Nyíregyháza
- 1980 Ifjúsági Ház Salgótarján
- 1980 Művelődési Központ, Komló
- 1980 Művelődési Központ, Dombóvár
- 1981Ifjúsági Ház, Székesfehérvár
- 1983 Pécsi Galéria, Pécs
- 1983 Művelődési Központ, Kecskemét
- 1984 Nevelési Központ, Pécs
- 1984 Unitarian Church of Adelphi, Washington
- 1985 Taidem., Lahti
- 1985 Francia Intézet, Budapest
- 1986 Vármúzeum, Szigetvár
- 1988 Művészetek Háza, Pécs
- 1989 Zeneművészeti Főiskola, Pécs
- 1990 Művészetek Háza, Pécs
- 1991 Magyar Kulturális Intézet, (Erdős Jánossal, Gellér B. Istvánnal) Prága
- 1991 Művelődési Központ, Paks
- 1992 Hangzások és kontrasztok Pécsi Kisgaléria, Pécs
- 1995 Pécsi Galéria, Pécs
- 1995 Parti Galéria, Pécs
- 1995 Nemzetközi Angol Központ, Pécs
- 1999 Ernst Múzeum, Budapest
- 1999 md stúdió galéria, Mega Center, Budapest
- 2000 Pécsi Galéria, Pécs
- 2004 Lantos Ferenc 1948-1970 között készült művei, Ernst Múzeum, Budapest
- 2009 80 év! Lantos Ferenc (Pécs) festőművész kiállítása, Pécsi Galéria, Pécs

### Csoportos
- 1952 Janus Pannonius Múzeum, Pécs
- 1955 6. Országos Képzőművészeti kiállítás, Műcsarnok, Budapest
- 1966 Dél-dunántúli Tárlat, G. Ilavonije, Eszék
- 1968 Mai magyar festészet, Galéria, Mohács
- 1969 Szürenon I., Kassák Lajos Művelődési Ház, Budapest
- 1970 Újgeometrikus és strukturális törekvések, Salgótarján
- 1970 Pécsi Műhely, Miskolci Galéria, Miskolc
- 1970-1971 Épületzománc, Pécs, Pécsvárad
- 1971 Új művek, Műcsarnok, Budapest
- 1972 Pécsi Műhely, Tudomány és Technika Háza, Pécs
- 1972 In memoriam Bartók, Déri Múzeum, Debrecen
- 1973 Szövegek/Texts, Kápolnatárlat, Balatonboglár
- 1974 Kép/vers, Fiatal Művészek Klubja, Budapest
- 1974 Szemiotikai kiállítás, Tihany
- 1974 Ungarische Kunst '74, Kunstverein Oldenburg
- 1976 Színes sokszorosítás, Józsefvárosi Kiállítóterem, Budapest
- 1977 A vázlattól a műig, Egyetem, Bradford
- 1978 Magyar konstruktív művészet, s' Hertogenbosch; Utrecht; Emmen
- 1979 Szürenon II. 1969-1979, Kassák Művelődési Ház, Budapest
- 1979 Magyar konstruktív művészet 1920-1977, München; Düsseldorf; Oslo
- 1980 Tendenciák 1970-1980, 3., Geometrikus és strukturális törekvések a hetvenes évek művészetében, Óbuda Galéria, Budapest
- 1980 Rajz/Drawing '80, Pécsi Galéria, Pécs
- 1980 Magyar konstruktív művészet 1920-1977, Koppenhága; Ålborg
- 1981 A vonal, Pécsi Galéria, Pécs
- 1981-1982 Tendenciák a XX. századi magyar művészetben, Stockholm; Göteborg; Malmö
- 1982 I. Országos Rajzbiennále, Salgótarján
- 1983 Táj/Landscape, Pécsi Galéria, Pécs
- 1984 Rajz/Drawing '84, Pécsi Galéria, Pécs
- 1984 Öt pécsi képzőművész, Dürer Terem, Budapest
- 1985 A természet/The Nature, Pécsi Galéria, Pécs
- 1988 I. Nemzetközi Minta Triennálé, Műcsarnok, Budapest
- 1989 Szimmetria és aszimmetria, Magyar Nemzeti Galéria, Budapest
- 1992 Na-Ne Csoport, Na-Ne Galéria, Budapest
- 1997 Konstruktív geometrikus törekvések Kassáktól napjainkig, Baumax-R-X.
- 1997 Olaj/ Vászon, Műcsarnok, Budapest
- 1998 Mesterek és tanítványok, G. Pryzmat, Krakkó
- 1998 Öt pécsi képzőművész, New York
- 1998 Válogatás Vass László magángyűjteményéből, Vaszary Képtár, Kaposvár
- 1999 Hommage à Martyn, Pécsi Galéria, Pécs
- 2004 A Pécsi Műhely kiállítása (Lantos Ferenc és tanítványai : Ficzek Ferenc, Halász Károly, Kismányoky Károly, Pinczehelyi Sándor és Szíjártó Kálmán kiállítása). Ernst Múzeum, Budapest
- 2006 Terek, formák síkban, (kiállító művészek: Balogh László, Baska József, Lantos Ferenc, Mórotz László, Nemcsics Antal, Pataki Ferenc, Selényi Károly, Serényi H. Zsigmond), Nemzeti Táncszínház Kerengő Galériája, Budapest; Mesterek (Kiállító művészek: Csík István, Fóth Ernő, Gerzson Pál, Kocsis Imre, Lantos Ferenc, Molnár Sándor és Veres Sándor). Magyar Képzőművészek és Iparművészek Szövetsége, Budapest, Andrássy út 6.
- 2007 IX. Állami Művészeti Díjazottak kiállítása, Olof Palme Ház, Budapest.
- 2009 Lantos Ferenc 80 éves : Lantos Ferenc és tanítványai kiállítása (Kiállító művészek: Lantos Ferenc, Benedek Barna, Bogdán János, Czakó Zsolt, Csordás Dániel, Dechandt Antal, Egle Anita, ifj. Ficzek Ferenc, Kigyós Borbála, Ottó László, Sas Miklós, Simon Erika), Parti Galéria, Pécs; Nemzetközi Kepes Társaság kiállítása, Budapest
- 2010 Kaleidoscope Pécs2010, (Kiállító művészek: Benedek Barna, Ernszt András, Ficzek Ferenc, Gyenis Tibor, Lantos Ferenc, Leitner Barna, Lengyel Péter, Makra Zoltán, Miklya Gábor, Pinczehelyi András, Pinczehelyi Sándor, Somody Péter, Tóth Zsuzsa és Varga Rita). Brüsszeli Magyar Kulturális Intézet, Brüsszel

## Alkotásai

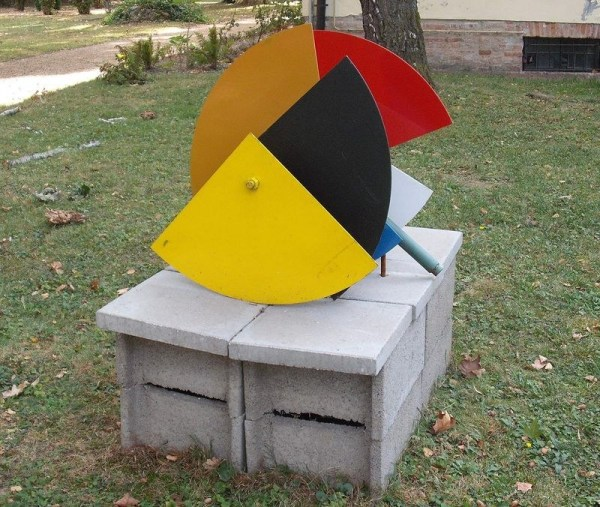
Szabad madár
Szigetvár
1996

### Köztéren
- Tűzzománcfal (1967, Pécs, Városi Könyvtár)
- Tűzzománcfal (1967, Pécs, Puskin Művelődési Ház)
- Tűzzománcfal (1967, Pécs, Bóbita Bábszínház)
- Zománcfríz (1969, Pécs, DÉDÁSZ)
- Farost intarziafal (1970-71 Komló, Juhász Gy. Klub)
- Tűzzománcfal (1971, Pécs , Információs Iroda)
- Szabadtéri tűzzománc (1971, Pécs, Tettye Park)
- Tűzzománcfal (1972, Pécs, könnyűszerkezetes óvoda és bölcsőde)
- Tűzzománcfal (1972, Kaposvár, könnyűszerkezetes óvoda)
- Tűzzománcfal (1972, Székesfehérvár, könnyűszerkezetes óvoda és bölcsőde)
- Műanyag burkolat (1973, Nagykanizsa, Hevesi Sándor, Művelődési Központ)
- Szabad madár : szobor konstelláció (1996, a szigetvári vár parkjában)

### Gyűjteményekben
- Janus Pannonius Múzeum, Pécs
- Jósa András Múzeum, Nyíregyháza
- Kecskeméti Képtár, Kecskemét
- Konsthall Södertalje, (SVE)
- Miskolci Galéria , Miskolc
- M., Fredrikstad (NOR)
- M., Senta (YU)
- M., Narodowe, Poznan
- Paksi Képár, Paks
- Taidem., Lahti (FIN)
- Xántus János Múzeum, Győr

### Írásai
- Rokonvilágok, Budapest, 1980
- Építsünk együtt, Budapest, 1982
- Vizuális szerkesztőjáték, Budapest 1983
- Képekben a világ, Budapest, 1994

## Díjai, elismerései
- Munkácsy Mihály-díj (1993)[4]
- Pro Civitate Pécs (1998)[4]
- Kiváló művész (2007)[4]
- Pécs díszpolgára (2009)[4]
- Kossuth-díj (2010)[4]
- Magyar Örökség díj (2023) /posztumusz/